# Frosta och Eslövs domsagas tingslag
Frosta och Eslövs domsagas tingslag var mellan 1948 och 1971 ett tingslag. Tingsplats var Eslöv och Hörby. Tingslaget utgjorde  en egen domsaga, Frosta och Eslövs domsaga och omfattade till 1969  Frosta härad och Eslövs stad samt från 1952 områden från Färs härad. 

## Administrativ historik
Tingslaget bildades 1948 genom sammanslagning av Frosta tingslag och Eslövs tingslag med tingsplats i Eslöv och Hörby. 1952 tillfördes domsagan Långaröds socken från Färs tingslag. 1969 tillfördes domsagan de delar från Landskrona domsaga som senare kom att höra till Eslövs kommun och Höörs kommun samt Torrlösa sockenområde. Samtidigt överfördes Tjörnarps socken från Västra Göinge domsaga. 1971 uppgick tingslaget i Eslövs domsaga, dock utan Torrlösa sockenområde, och häradsrätten uppgick i Eslövs tingsrätt.